# Romulea revelieri
Romulea revelieri  (лат.) — вид однодольных растений рода Ромулея (Romulea) семейства Ирисовые (Iridaceae). Впервые описан французскими ботаниками Алексисом Жорданом и Жюлем Пьером Фурро в 1866 году.

## Распространение и среда обитания
Известен из Франции (Корсика) и Италии (острова у северного побережья Сардинии и остров Капри).
Встречается на влажных и сезонно затопляемых прибрежных участках.

## Ботаническое описание
Клубневой геофит.
Небольшое стройное многолетнее растение высотой 4—10 см.
Листья прикорневые и стеблевые; стеблевых листьев 2—3.
Цветки мелкие, фиолетового цвета с тёмными прожилками.
Плод — продолговато-обратояйцевидная коробочка.
Цветёт с марта по май.

## Природоохранная ситуация
Romulea revelieri занесён в Красную книгу Франции в статусе «LC» («вызывающий наименьшие опасения»).

## Синонимы
Синонимичные названия:
- Bulbocodium revelieri (Jord. & Fourr.) Kuntze
- Romulea insularis Sommier